# Teatre Auditori Felip Pedrell
El Teatre Auditori Felip Pedrell és un complex teatral situat a Passeig de Ribera nº 11, del barri del Temple, a la zona denominada "Vora Park" i a tocar del riu Ebre, de Tortosa (Baix Ebre), inaugurat l'any 1995. És un dels equipaments més importants del sud de Catalunya i ofereix una programació estable de teatre, música, dansa i circ. El nom està dedicat al músic tortosí Felip Pedrell. El Teatre forma part del Sistema Públic d’Equipaments Escènics i musicals de Catalunya (SPEEM).
L’equipament disposa de diversos espais:
- La Sala gran, amb 440 butaques a platea i 70 a l’amfiteatre, i un aforament total de 510 localitats.
- La Sala petita té una capacitat de 119 butaques i un espai per a persones amb mobilitat reduïda.
- Les diferents sales annexes són la seu de l'Escola Municipal de Teatre.

Va ser inaugurat el 16 de juny de 1995, amb la representació de La pell de brau, de Salvador Espriu, dirigida per Ricard Salvat. L’actriu Mercè Lleixà va fer una lectura de sonets i romanços de Francesc Vicenç Garcia, Lo Rector de Vallfogona.